# Typhoon Coaster
Typhoon Coaster im Land of Legends Theme Park (Antalya, Türkei) ist eine Wasserachterbahn vom Modell Water Coaster des Herstellers Intamin, die 2016 eröffnet wurde. Sie ist zurzeit (Stand Juni 2023) die einzige Wasserachterbahn in der Türkei.
Die 525 m lange Strecke erreicht eine Höhe von 43 m und verfügt über einen Splashtrack, eine 540°-Helix und den abschließenden Splashdown. Die Höchstgeschwindigkeit beträgt 86 km/h.

## Wagen
Typhoon Coaster besitzt einzelne Wagen mit Platz für jeweils zehn Personen (fünf Reihen à zwei Personen).